# Bohinjska Bela - skalovje
Bohinjska Bela - skalovje este o arie protejată (arie specială de conservare — SAC, sit de importanță comunitară — SCI) din Slovenia întinsă pe o suprafață de 3,31 ha, integral pe uscat.

## Localizare
Centrul sitului Bohinjska Bela - skalovje este situat la coordonatele 46°20′57″N 14°03′46″E / 46.3493°N 14.0627°E.

## Înființare
Situl Bohinjska Bela - skalovje a fost declarat sit de importanță comunitară în aprilie 2004 pentru a proteja un număr necunoscut de specii din flora spontană și fauna sălbatică aflate în arealul zonei. Situl a fost protejat și ca arie specială de conservare în februarie 2012.

## Biodiversitate
Situată în ecoregiunea alpină, aria protejată conține 1 habitat natural: Pante stâncoase calcaroase cu vegetație casmofită.
La baza desemnării sitului se află un număr nedeclarat de specii protejate.